# 국방부
국방부(國防部, 영어: Ministry of Defense)는 정부가 여러 부서로 나뉘는 주권국에서 발견되는 부서 중 하나로 국방 문제를 전담하는 부서이다. 일반적으로 군대의 모든 부서를 포함하며 일반적으로 국방장관이 담당한다.
역사적으로 이러한 부서는 전쟁부 또는 전쟁성(Ministry of War)라고 불렸다. 이러한 부서는 일반적으로 한 국가의 군대에 대해서만 권한을 갖고 다른 부서를 관리하는 별도의 부서가 있었다. 제2차 세계대전 이전에는 대부분의 '전쟁부'가 육군 부서였으며, 해군과 공군은 별도의 자체 부서를 가졌다. 예를 들어, 1953년까지만 해도 소련에서는 "해군성"과 함께 "전쟁성"이 있었다.
이러한 부서를 통합하고 이름을 변경하고 그때까지 대부분 분리된 방위 구성 요소(육군, 공군, 해군)를 조정하려는 경향은 제2차 세계 대전 이후에 나타났다.

## 나라별 국방부
- 독일 국방부
- 대한민국 국방부
- 미합중국 국방부
- 베트남 국방부
- 영국 국방부
- 일본 방위성
- 조선민주주의인민공화국 국방성
- 중화민국 국방부
- 중화인민공화국 국방부
- 태국 국방부
- 프랑스 국방부
- 핀란드 방위부

## 같이 보기
- 제목에 "국방부" 항목을 포함한 모든 문서